# Henny Budie
Henny Budie (Hilversum, 22 december 1944 - Hilversum, 13 april 1993) was een Nederlands televisieregisseur.
Hij was zoon van Elisabeth Cornelia van Ling en orkestleider Jo Budie. Hij is de broer van Jos Budie, eveneens televisieregisseur. Hijzelf was getrouwd met Sylvia Roks, die hem wel assisteerde.
Zijn loopbaan begon als cutter bij het journaal en Cinecentrum Hilversum. Er volgde een loopbaan die hem naar de Nederlandse Televisie Stichting, Veronica Omroep Organisatie en AVRO bracht. 
Zijn naam kwam voor op de credits van Sterrenslag, Alternatieve Elfstedentocht, Studio Sport, AVRO's Sportpanorama, AVRO's Nationale Verkeerstest, Show van de maand (Sandra Reemer), De hoogste versnelling, In de hoofdrol van Mies Bouwman, Ted de Braak shows, Prijzenslag van Hans Kazàn en het Nationaal Songfestival 1990
Budie werkte vanaf 1985 een tijdje voor John de Mol jr. Producties.
Hij werd slechts 46 jaar oud. Hij overleed toen hij samen met Tineke Schouten een serie programma’s zou gaan maken. Henny Budie werd begraven op Begraafplaats Zuiderhof te Hilversum, waar ook het graf van zijn vader en moeder is.